# JR貨物30A形コンテナ
JR貨物30A形コンテナ（JRかもつ30Aがたコンテナ）は、日本貨物鉄道（JR貨物）が保有している、20ft有蓋コンテナである。

## 構造
- 初期のごく少数（1 - 9）は扉を含めた全ての面にリブがあるが、後の増備形（10〜）では扉部のリブは省略されすっきりしている。
- 両側側扉の二方開きで、外法寸法は高さ2,500 mm、幅2,500mm、長さ6,058mm、自重3.3t。内容積は30.3m3、最大積載量は9t。製造:東急車輛製造大阪製作所、日本車両
- 179までの塗装は、同時期に誕生している18D形と同様の配色・デザインとされたもので登場したが、後に量産が進むにつれ19A形と同様の塗装で製造されたもの（180〜207）、続いて19B形と同様の塗装で製造されたもの（208以降）へと変化し、同形式ながら塗装のバリエーションが多い。
  - さらに一部はスーパーレールカーゴに合わせた試験のため、青一色塗りにJRFロゴの塗装へ改められたものもある。これには初期型から最終期のレッド一色塗装であったものも含まれ、型式番号部分は塗り替えられていないため元の塗色の判別ができる。
- のちに片側妻面・片側側面が開く二方開きタイプも製造され、30A-500番台・30A-1000番台が登場している。

## 現状
- 1990年（平成2年）よりワキ5000形有蓋車を使用していた紙輸送の置き換え用として開発され、製造された。
- 2011年（平成23年）以降、30D形や私有有蓋コンテナの台頭により、用途廃止・廃棄が進んでいる。
- 2023年（令和5年）1月5日現在、16個が使用されている。

## ギャラリー

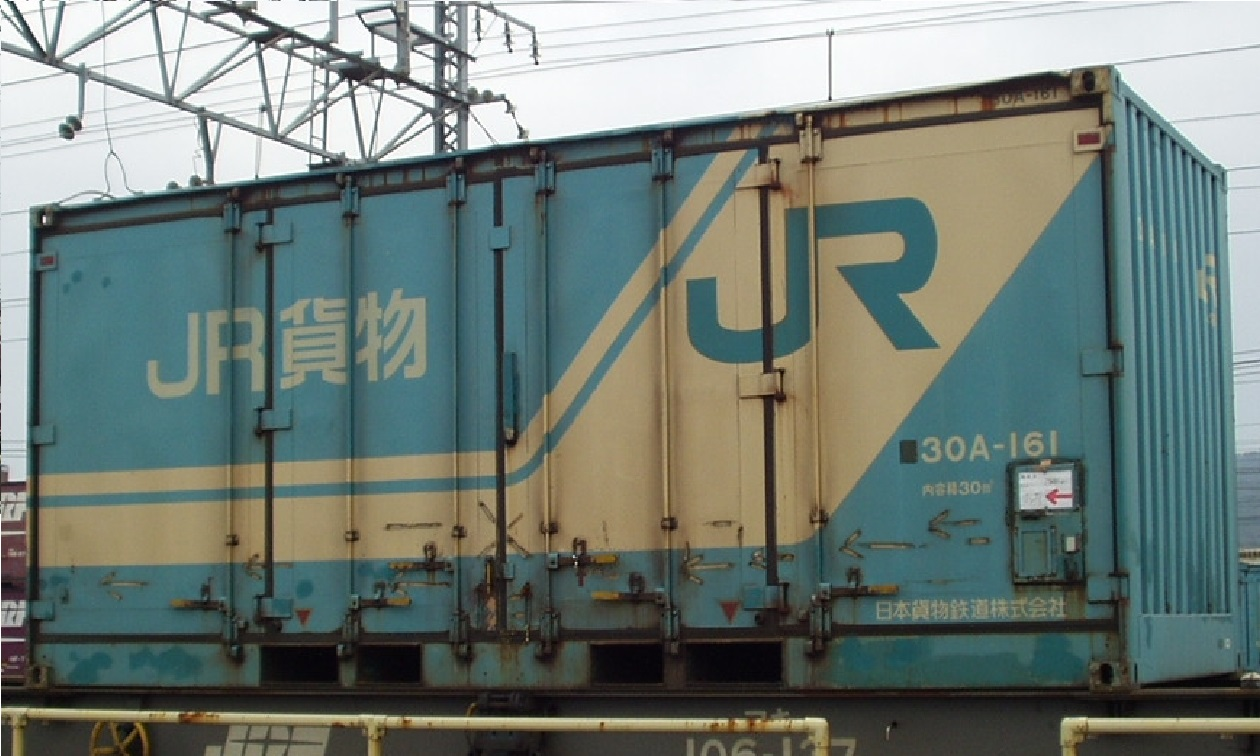
18Dタイプ塗装 30A-161
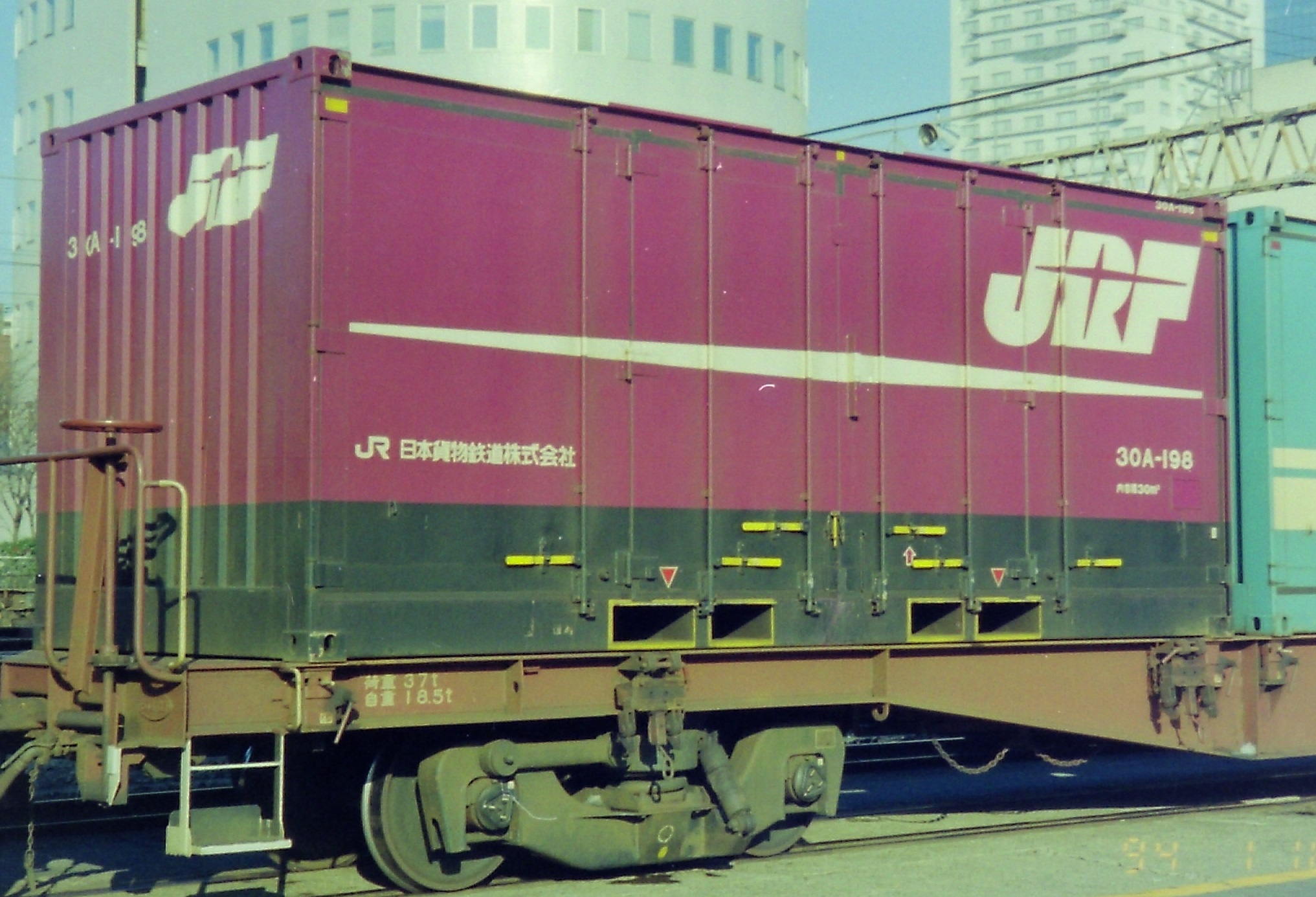
19Aタイプ塗装 30A-198
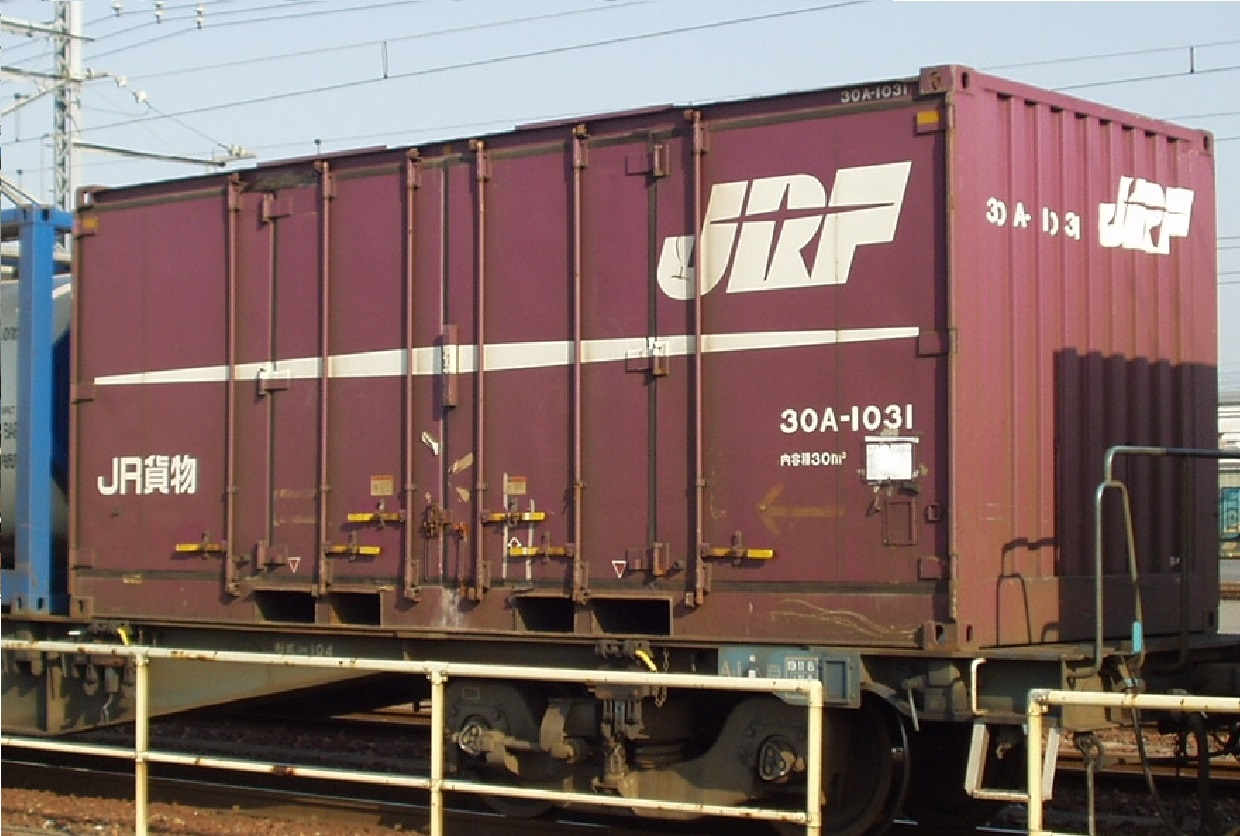
1000番台仕様 30A-1031
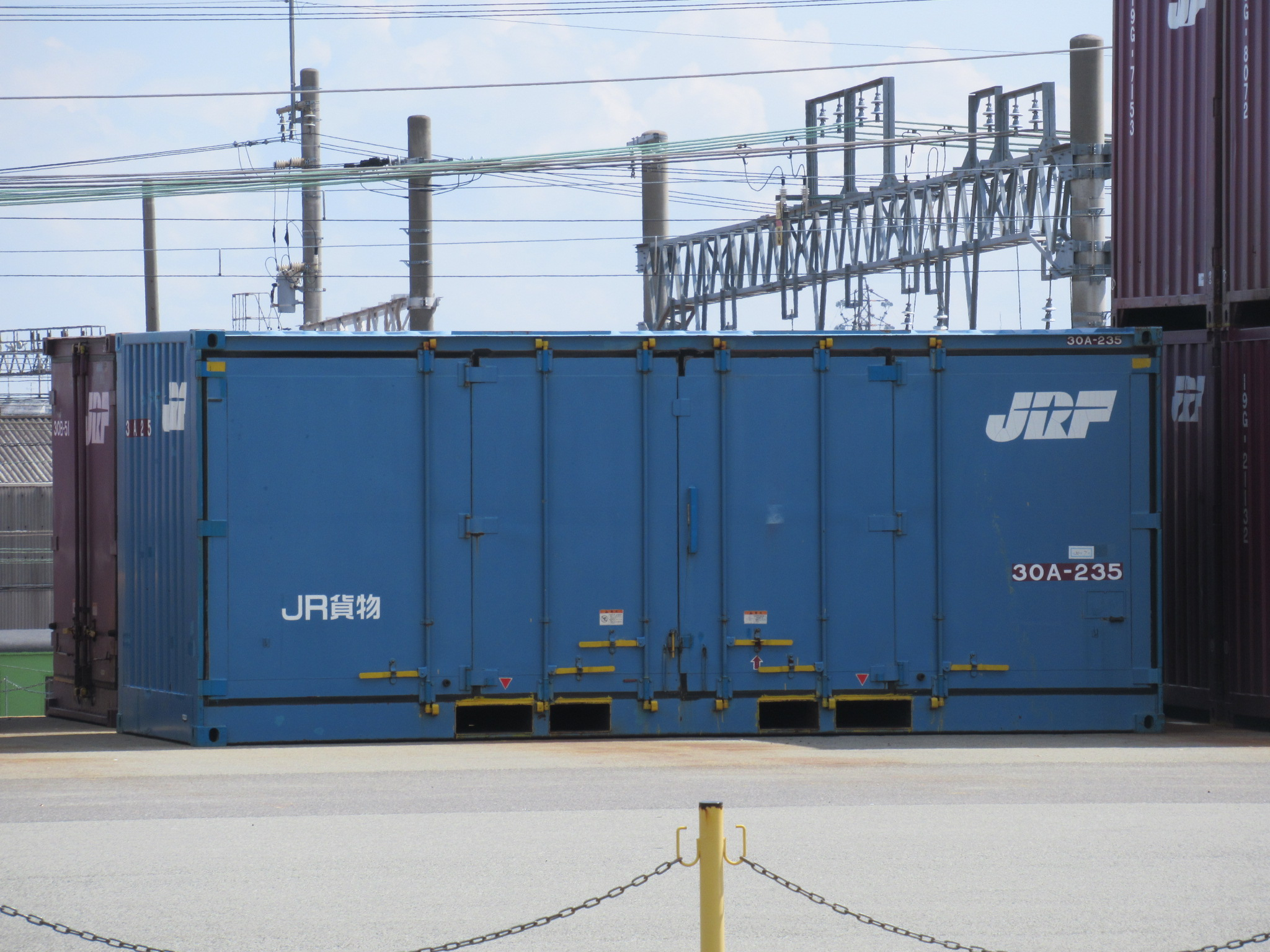
青一色に変更された事例。